# San Fernando, Amatán
San Fernando är en ort i Mexiko.   Den ligger i kommunen Amatán och delstaten Chiapas, i den sydöstra delen av landet, 700 km öster om huvudstaden Mexico City. San Fernando ligger 564 meter över havet och antalet invånare är 146.
Terrängen runt San Fernando är bergig åt nordväst, men åt sydost är den kuperad. Runt San Fernando är det ganska tätbefolkat, med 90 invånare per kvadratkilometer. Närmaste större samhälle är Simojovel de Allende, 19,6 km sydost om San Fernando. I omgivningarna runt San Fernando växer i huvudsak städsegrön lövskog.